# Dynastie Pahlaví
Dynastie Pahlaví (persky دودمان پهلوی‎) byla v letech 1925 až 1979 poslední perskou (íránskou) dynastií. Na íránský trůn nastoupila po dynastii Kádžárovců. Zakladatelem dynastie byl Rezá Šáh Pahlaví, který se dostal k moci v roce 1921, kdy provedl státní převrat, o tři roky později však převzal vládu sám, stal se šáhem a zakladatelem nové dynastie Pahlaví. Vládu nad Persií resp. Íránem však mohli prokázat jen 2 panovníci z dynastie, a to Rezá Šáh Pahlaví a jeho syn Muhammad Rezá Pahlaví a ani jeden z nich nevládl do své smrti. Rezá Šáh Pahlaví byl nucen pod tlakem 16. září 1941 abdikovat ve prospěch svého syna Muhammada Rezy a brzy poté odejít do exilu. Muhammad Rezá Pahlaví byl svržen v roce 1979 islámskou revolucí.
Současnou hlavou dynastie a titulárním šáhem je syn Muhammada Rezy, Cyrus Rezá Pahlaví.

## Vzestup Rezá Šáha Pahlavího
Rezá Šáh vstoupil do kozácké brigády v patnácti letech, kterou v kádžárovské Persii zformovalo carské Rusko. Stejně jako mnozí jiní Íránci byl i Rezá nespokojen s tehdejším stavem Persie. V zemi, hrdé na svou tisíciletou historii a kulturu, neexistovala silná ústřední vláda, chyběla moderní infrastruktura, soudnictví ovládal šíitský klérus a dvě koloniální mocnosti, Rusko a Británie, soupeřily o zóny vlivu v jednotlivých regionech.
S britskou podporou v zádech začal Rezá Chán počátkem roku 1921 připravovat státní převrat. Dne 21. února 1921 vstoupil Rezá v čele svých kozáků do Teheránu, donutil stávajícího předsedu vlády k rezignaci a sám se dal kádžárovským šáhem Ahmadem jmenovat generálem a ministrem války. Dne 26. října 1923 převzal Rezá v této souvislosti úřad předsedy vlády a šáhovi navrhl, „aby dělal to, co by dělal nejraději“. Ahmad ještě týž den odcestoval do Evropy, když předtím jmenoval svého bratra regentem. O půl roku později, 21. března 1924, přednesl Rezá před parlamentem své představy o budoucnosti Persie – Persie bez Kádžárovců. Ahmad Šáh žil po zbytek života ve Francii, aniž by sesazení svého rodu kdy uznal.
Setkání s šíitským klérem 1. dubna 1924 v Kummu však znamenalo pro Rezu velké zklamání. Přední duchovní včetně ájatolláha Hasana Isfaháního odmítali republiku a uznávali jen monarchistickou formu vlády. To byla vážná překážka pro chystané sesazení kádžárovské dynastie, ale Rezá již zašel příliš daleko, takže mu nezbylo než se o hodnost šáha ucházet sám. Dne 29. října 1925 rozhodl parlament podle očekávání o zbavení Kádžárovců moci a nato poslanci urychleně svolali Ústavodárné shromáždění a v říjnu 1925 dosáhl toho, že parlament sesadil oficiálně mladého šáha z trůnu. Ústavodárné shromáždění (Majlis) nakonec Rezu Chána uznalo 12. prosince 1925 dědičným perským šáhem. Korunovace nového šáha se konala 25. dubna 1926 a Rezá přitom napodobil Napoleona, když si sám vložil korunu na hlavu (navíc stejně jako Napoleon i on byl uzurpátorem trůnu který mu nepatřil).
Rezá Šáh ke svému jménu připojil tehdy dynastické příjmení Pahlaví, starobylý výraz, jímž se označoval středoperský jazyk, užívaný především za Sásánovců. Později mu parlament udělil ještě přídomek „Veliký“, ten však nepřečkal pád dynastie.
Hlavním Rezovým cílem byla urychlená modernizace země, v duchu Atatürkovy politiky v Turecku, a on sám neváhal při prosazování svých představ užívat tvrdých donucovacích metod. Jeho plány zahrnovaly nejenom centralizaci správy, industrializaci a výstavbu železniční sítě, ale i vytvoření moderního školství, reformu právního systému a lepší organizaci zdravotnictví. Tak zásadní změny vyžadovaly v perských poměrech příval zákonů a nařízení, které by vůbec položily základy moderního státu, a proto se k nutným opatřením přistoupilo okamžitě. V roce 1935 název státu změněn na Írán (tj. země Árjů).
Oproti svým kádžárovským předchůdcům usiloval Rezá Šáh o politiku více nezávislou na tradičních protektorech Persie Británii a Rusku (resp. SSSR), přesto však je přehnané tvrdit, že by se jednoznačně orientoval na spojenectví se státy Osy, zvláště na Německo.

## Abdikace Rezá Šáha a nástup Muhammada Rezy

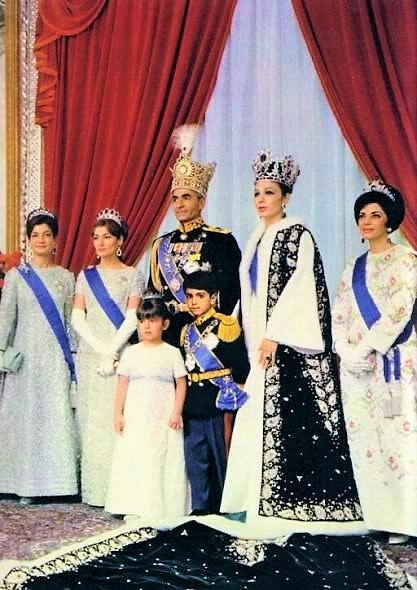
Korunovace Muhammada Rezy Pahlavího a Farah Pahláví

Na vypuknutí druhé světové války reagoval Rezá Šáh vyhlášením neutrality. Ale vládnoucí kruhy ve Velké Británii přesto Írán podezřívaly z tajných sympatií k Německu, které by vzhledem k ropnému bohatství země mohly mít značný strategický význam. Dne 24. srpna 1941 vstoupila na íránské území britská a sovětská vojska, jež postupně obsadila hlavní strategické body v zemi. Rezá Šáh jehož režim se neměl oč opřít, byl nucen pod tlakem 16. září 1941 abdikovat ve prospěch syna a následníka trůnu Muhammada Rezy a brzy poté odejít do exilu. Zemřel již po třech letech v Johannesburgu (jeho tělo bylo později převezeno do Íránu).
V prvních letech na trůně si Muhammad Rezá získal značnou oblibu u obyvatel, především díky důslednému postoji vůči Sovětům (jejichž sympatizanti se snažili odtrhnout od Íránu perský Ázerbájdžán) a také kvůli úspěšnému potlačení kurdských separatistů, kteří vyhlásili na severozápadě vlastní stát. Šáh tehdy na rozdíl od otce vystupoval relativně smířlivě vůči duchovenstvu, zmírnil například nařízení, které ženám zakazovalo nosit šátek, třebaže sám byl orientován prozápadně.
Snahy otevřít zemi cizím vlivům vedly k posílení nacionálního hnutí a k nástupu vlády Muhammada Mosaddeka v roce 1951. Mosaddek, který znárodnil íránský ropný průmysl, dosud kontrolovaný Brity, donutil šáha odejít nakrátko do exilu, když se ho panovník pokusil propustit. Ve vnitřní politice vládl šáh tvrdou rukou za pomoci obávané tajné policie SAVAK. Podle organizace Amnesty International věznil v roce 1978 Pahlavího režim asi 2200 politických odpůrců.
Pro šáhovu hospodářskou a sociální politiku se obvykle užívá termínu „bílá revoluce“ – podle 12bodového programu, který Íránci schválili v referendu 26. ledna 1963. Jeho nejdůležitějšími prvky byly zrušení pachtovního systému a rozdělení velkostatkářské půdy, prodej státních podniků družstvům a soukromým podnikatelům, podíl dělníků na zisku jejich firem, všeobecné volební právo pro ženy a boj s analfabetismem.

## Pád šáha Muhammada Rezy a dynastie Pahlaví
Šáhovy reformy a některé neuvážené kroky vlády, např. zavedení nového kalendáře, kde výchozím datem letopočtu nebyla hidžra, ale narození starověkého perského krále Kýra II., tzv. imperiální kalendář byl zaveden v roce 1976 a místo roku 1355 hidžry se nyní počítal rok 2535. Většina Íránců změnu letopočtu bojkotovala. Nebo grandiózní (a nákladné) oslavy dvouapůltisíciletého trvání monarchie. Přes veškeré snahy se šáhovi a jeho poradcům nepodařilo získat pro bílou revoluci veřejné mínění, přičemž nadměrné zdůrazňování předislámských perských tradic naráželo vysloveně na odpor.
V průběhu doby stále více rostla vnitřní opozice proti režimu, zvýrazňovaly se jeho nedemokratické rysy a po roce 1976 mu začala dávat najevo odstup i americká administrativa, kladoucí větší důraz na lidská práva. V závěru roku 1978 vypukly v celé zemi rozsáhlé demonstrace, které se vláda snažila násilím potlačit. Dne 16. ledna 1979 opustil Muhammad Rezá zemi a o čtrnáct dní později se vrátil z exilu Chomejní, příští vůdce teokratické islámské republiky.
Těžce nemocný šáh se později se usadil v Egyptě, kde již 27. července 1980 zemřel. Egyptský prezident Anvar as-Sádát mu vzdal poslední poctu tím, že zorganizoval státní pohřeb. Po jeho smrti se stal hlavou dynastie Pahláví jeho syn Cyrus Rezá Pahlaví.

## Seznam perských šáhu dynastie Pahláví
- Rezá Šáh Pahlaví – 1925–1941
- Muhammad Rezá Pahlaví – 1941–1979

### Hlava dynastie a titulární šáh po roce 1980
- Muhammad Rezá Pahlaví – 1979–1980
- Rezá Pahlaví – (od 1980), jako Rezá Pahláví II.